# Cisówki (Jerzmanowice)
Cisówki (475,5 m) – skaliste wzgórze na Wyżynie Olkuskiej będącej częścią Wyżyny Krakowsko-Częstochowskiej. Administracyjnie znajduje się w miejscowości Jerzmanowice, w województwie małopolskim, w powiecie krakowskim, w gminie Jerzmanowice-Przeginia.
Cisówki wznoszą się wśród pól uprawnych na orograficznie lewych zboczach Wąwozu do Smokówki (odgałęzienie Doliny Szklarki), w odległości około 300 m na zachód od asfaltowej drogi biegnącej przez Szklary. Jest to zbudowane z wapieni wzgórze ostańcowe z kilkumetrowej wysokości skałkami. Jest porośnięte drzewami i krzewami.
Wśród pól, odległości około 200 m na południe od Cisówek znajduje się podobne, również skaliste, ale nieco mniejsze wzniesienie Smokówka.

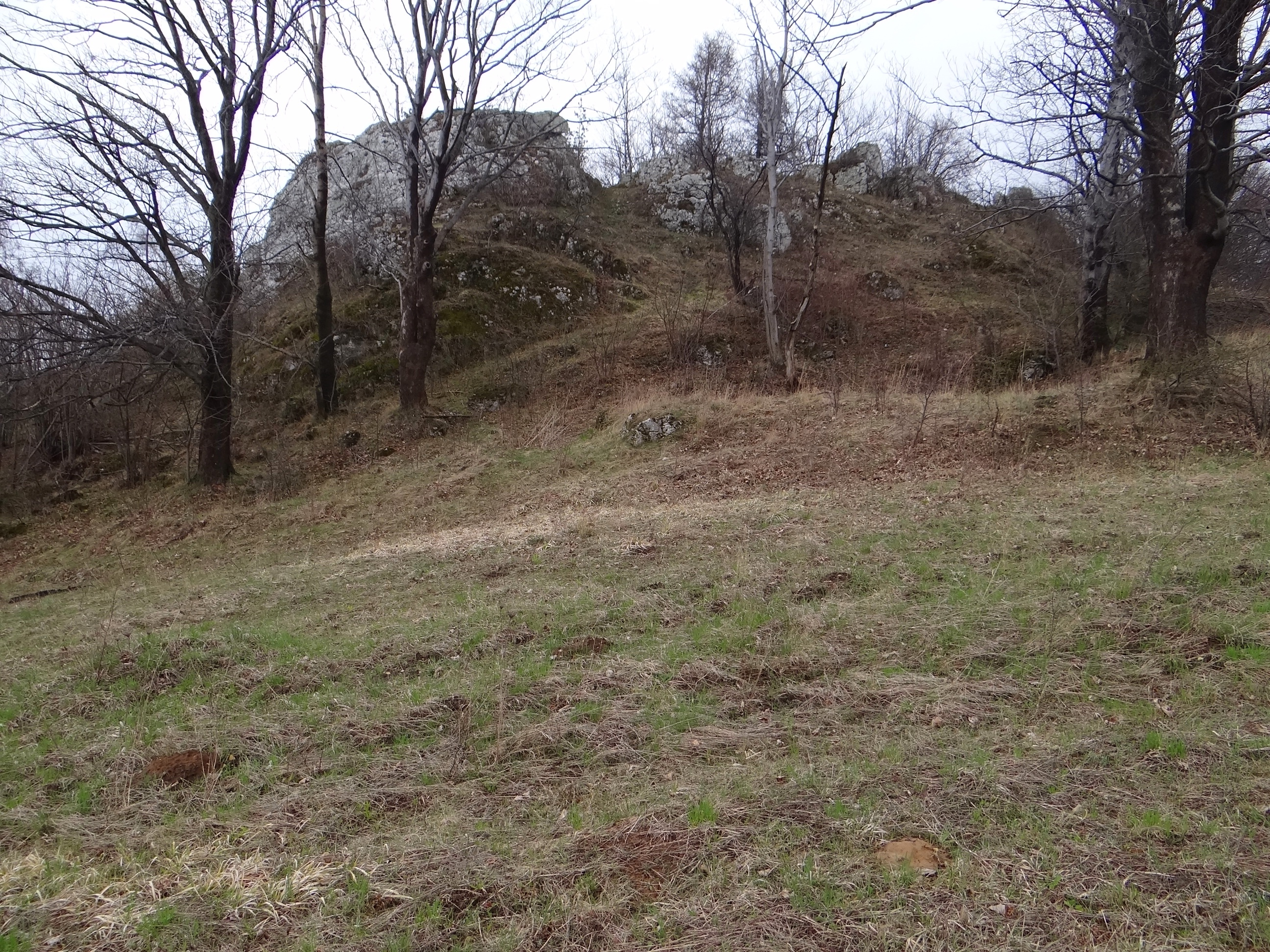